# Bobby Baun
Bobby Baun  (Saskatchewan, Canadá; 9 de septiembre de 1936-Ontario, Canadá; 14 de agosto de 2023) fue un jugador y entrenador de hockey sobre hielo canadiense que jugó dieisiete temporadas con tres equipos en la NHL en la posición de defensa y ganó en cuatro ocasiones la Stanley Cup.

## Estadísticas

### Jugador
| 1952–53   | Toronto Marlboros   | OHA-Jr.   | 16  | 1  | 1   | 2   | 12   | 7  | 0 | 2  | 2  | 6   |
| 1953–54   | Toronto Marlboros   | OHA-Jr.   | 59  | 2  | 15  | 17  | 63   | 15 | 3 | 0  | 3  | 10  |
| 1954–55   | Toronto Marlboros   | OHA-Jr.   | 47  | 3  | 6   | 9   | 99   | 13 | 0 | 1  | 1  | 31  |
| 1954–55   | Toronto Marlboros   | M-Cup     | —   | —  | —   | —   | —    | 11 | 0 | 2  | 2  | 32  |
| 1955–56   | Toronto Marlboros   | OHA-Jr.   | 48  | 5  | 14  | 19  | 93   | 11 | 3 | 2  | 5  | 38  |
| 1955–56   | Toronto Marlboros   | M-Cup     | —   | —  | —   | —   | —    | 13 | 1 | 1  | 2  | 39  |
| 1956–57   | Rochester Americans | AHL       | 46  | 2  | 13  | 15  | 117  | —  | — | —  | —  | —   |
| 1956–57   | Toronto Maple Leafs | NHL       | 20  | 0  | 5   | 5   | 37   | —  | — | —  | —  | —   |
| 1957–58   | Toronto Maple Leafs | NHL       | 67  | 1  | 9   | 10  | 91   | —  | — | —  | —  | —   |
| 1958–59   | Toronto Maple Leafs | NHL       | 51  | 1  | 8   | 9   | 87   | 12 | 0 | 0  | 0  | 24  |
| 1959–60   | Toronto Maple Leafs | NHL       | 61  | 8  | 9   | 17  | 59   | 10 | 1 | 0  | 1  | 17  |
| 1960–61   | Toronto Maple Leafs | NHL       | 70  | 1  | 14  | 15  | 70   | 3  | 0 | 0  | 0  | 8   |
| 1961–62   | Toronto Maple Leafs | NHL       | 65  | 4  | 11  | 15  | 94   | 12 | 0 | 3  | 3  | 19  |
| 1962–63   | Toronto Maple Leafs | NHL       | 48  | 4  | 8   | 12  | 65   | 10 | 0 | 3  | 3  | 6   |
| 1963–64   | Toronto Maple Leafs | NHL       | 52  | 4  | 14  | 18  | 113  | 14 | 2 | 3  | 5  | 42  |
| 1964–65   | Toronto Maple Leafs | NHL       | 70  | 0  | 18  | 18  | 160  | 6  | 0 | 1  | 1  | 14  |
| 1965–66   | Toronto Maple Leafs | NHL       | 44  | 0  | 6   | 6   | 68   | 4  | 0 | 1  | 1  | 8   |
| 1966–67   | Toronto Maple Leafs | NHL       | 54  | 2  | 8   | 10  | 83   | 10 | 0 | 0  | 0  | 4   |
| 1967–68   | Oakland Seals       | NHL       | 67  | 3  | 10  | 13  | 81   | —  | — | —  | —  | —   |
| 1968–69   | Detroit Red Wings   | NHL       | 76  | 4  | 16  | 20  | 121  | —  | — | —  | —  | —   |
| 1969–70   | Detroit Red Wings   | NHL       | 71  | 1  | 18  | 19  | 110  | 4  | 0 | 0  | 0  | 0   |
| 1970–71   | Detroit Red Wings   | NHL       | 11  | 0  | 3   | 3   | 24   | —  | — | —  | —  | —   |
| 1970–71   | Toronto Maple Leafs | NHL       | 58  | 1  | 17  | 18  | 123  | 6  | 0 | 1  | 1  | 19  |
| 1971–72   | Toronto Maple Leafs | NHL       | 74  | 2  | 12  | 14  | 101  | 5  | 0 | 0  | 0  | 4   |
| 1972–73   | Toronto Maple Leafs | NHL       | 5   | 1  | 1   | 2   | 4    | —  | — | —  | —  | —   |
| Total NHL | Total NHL           | Total NHL | 964 | 37 | 187 | 224 | 1491 | 96 | 3 | 12 | 15 | 165 |

### Entrenador

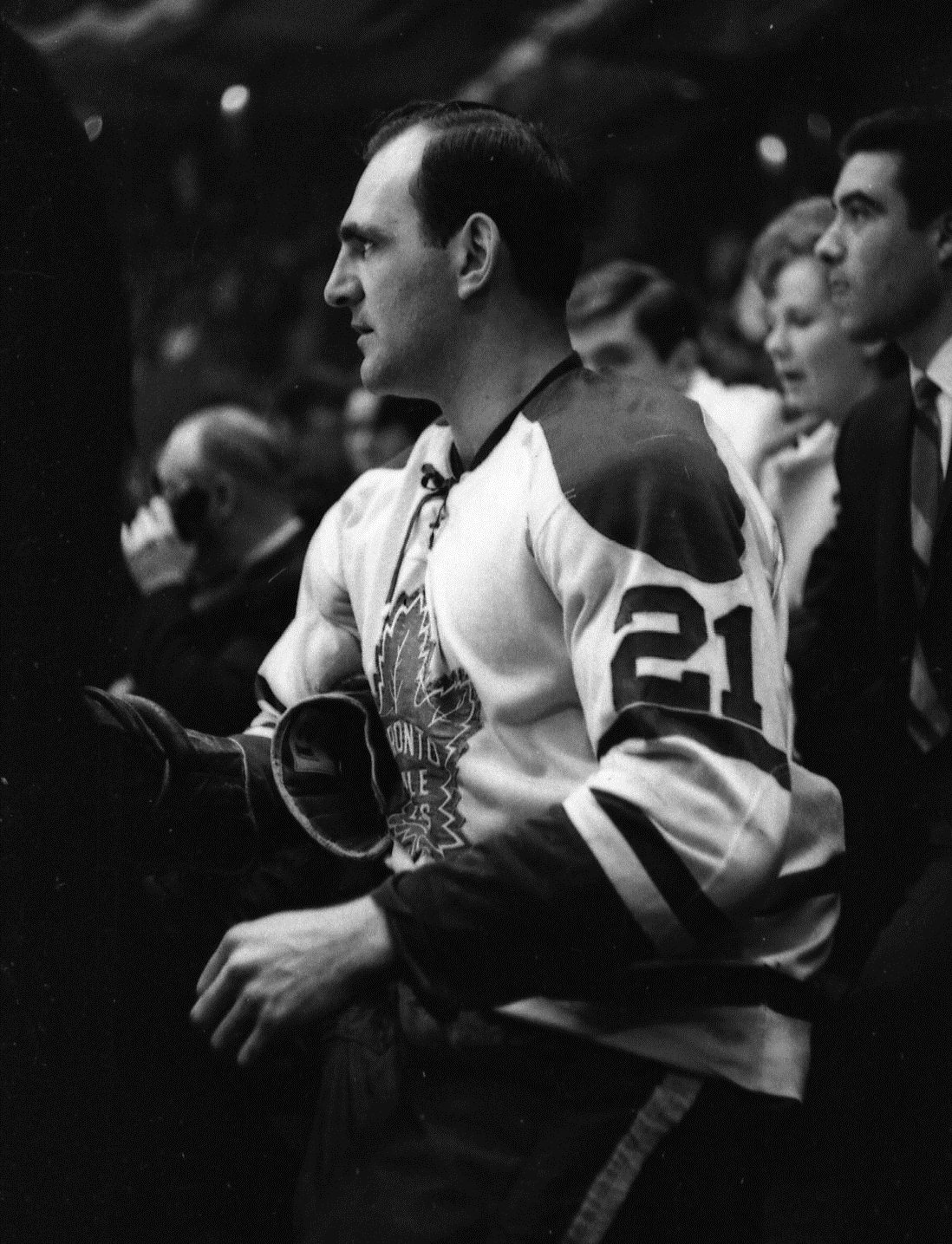
Baun con los Maple Leafs en 1965.

| Equipo        | Temporada | Temporada Regular | Temporada Regular | Temporada Regular | Temporada Regular | Temporada Regular | Temporada Regular   | Playoffs     |
| Equipo        | Temporada | G                 | W                 | L                 | T                 | Pts               | Posición            | Resultado    |
| ------------- | --------- | ----------------- | ----------------- | ----------------- | ----------------- | ----------------- | ------------------- | ------------ |
| Toronto Toros | 1975–76   | 55                | 15                | 35                | 5                 | (35)              | 5.º en WHA Canadian | No clasificó |
| Total         | Total     | 55                | 15                | 35                | 5                 | (35)              |                     |              |

## Tras el retiro
En junio de 2007 junto a jugadores retirados de la NHL propuso un fondo de pensión para exjugadores como en otros deportes profesionales, pero solo aquellos que jugaran al menos 17 temporadas como profesional ya que lo que recibía de pensión era de apenas 7,622 $ anuales.

## Logros

### Equipo
- Memorial Cup (2): 1955, 1956
- Stanley Cup (4): 1962, 1963, 1964, 1967

### Individual
- Doctorado en Leyes de la Universidad Tecnológica de Ontario en 2007.
- Miembro de la clase de 2010 del Ontario Sports Hall of Fame.[3]